# Palais universitaire de Strasbourg
Pour les articles homonymes, voir Palais universitaire.
Le palais universitaire de Strasbourg, familièrement appelé « palais u », est un bâtiment de style néo-Renaissance, construit entre 1879 et 1884 sous la direction de l'architecte Otto Warth et inauguré par l'empereur Guillaume Ier de Prusse en 1884.
Cet édifice constitue le pôle majeur de la nouvelle université strasbourgeoise lors de l'annexion de l'Alsace-Lorraine à l'Empire allemand, en 1871, remplaçant l'université française issue du Gymnase Jean-Sturm en 1538.

## Histoire

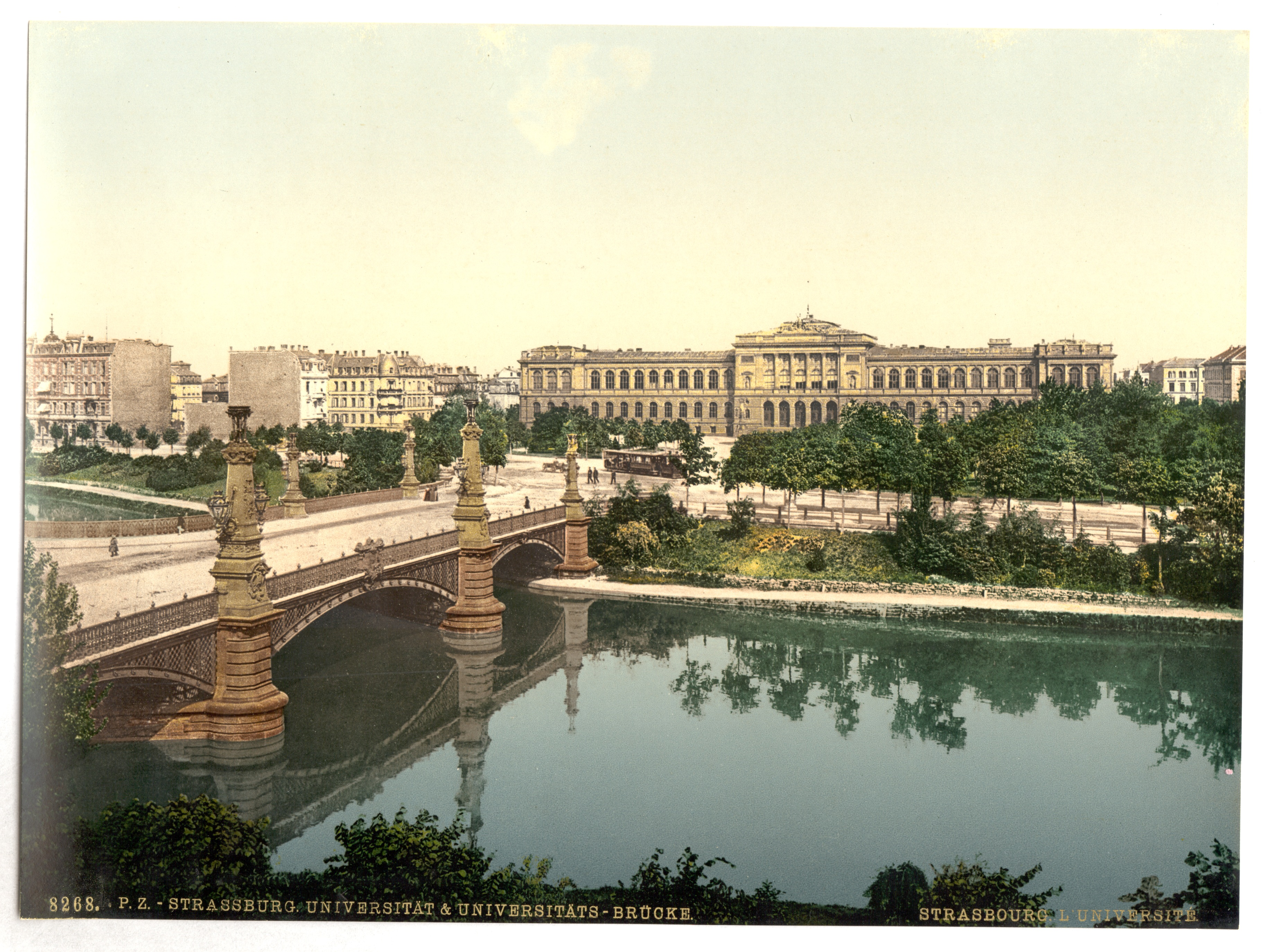
Le palais universitaire et le pont de l'Université (actuel pont d'Auvergne) vers 1900.

Après l'annexion de l'Alsace-Moselle par l'Empire allemand, des intellectuels et des hommes politiques allemands souhaitent la création d'une université allemande à Strasbourg. Franz von Roggenbach, homme politique badois, est l'artisan de ce projet, il souhaite créer une université moderne. La création de la nouvelle université, la « Kaiser-Wilhelms-Universität », va débuter dès la fin de la guerre. L'université est inaugurée dans ses locaux provisoires, au palais des Rohan, du 1er au 2 mai 1872. À la suite des dégâts du siège de Strasbourg et des désirs de faire de la nouvelle université un centre de la vie intellectuelle et un foyer de rayonnement allemand de nouveaux bâtiments sont construits. Le palais universitaire sera le cœur du campus universitaire implanté dans le nouveau quartier allemand, la Neustadt.
Un premier projet pour le palais est proposé par Hermann Eggert, urbaniste de l'université. Mais la façade n'est pas appréciée et un concours va être lancé pour la réalisation du palais, 101 architectes concourront, dont seulement sept alsaciens. Finalement le lauréat du concours est le jeune architecte allemand Otto Warth, il propose un bâtiment de style néo-Renaissance d'inspiration italienne. La construction débute en 1879 et prend fin en 1884 sous la direction de l'architecte. Outre le palais, de nombreux bâtiments, accueillant les divers instituts et facultés de l'université, seront construits dans le prolongement de ce dernier. Le jardin botanique de l'université de Strasbourg, héritier du jardin botanique de l'ancienne université va prendre place à l'arrière du palais. Autour de celui-ci un complexe va être bâti, comprenant plusieurs instituts ainsi que l'observatoire astronomique. Le nouveau bâtiment sera inauguré le 27 octobre 1884 par Guillaume Ier d'Allemagne après un investissement de 2 500 000 Mark allemand.

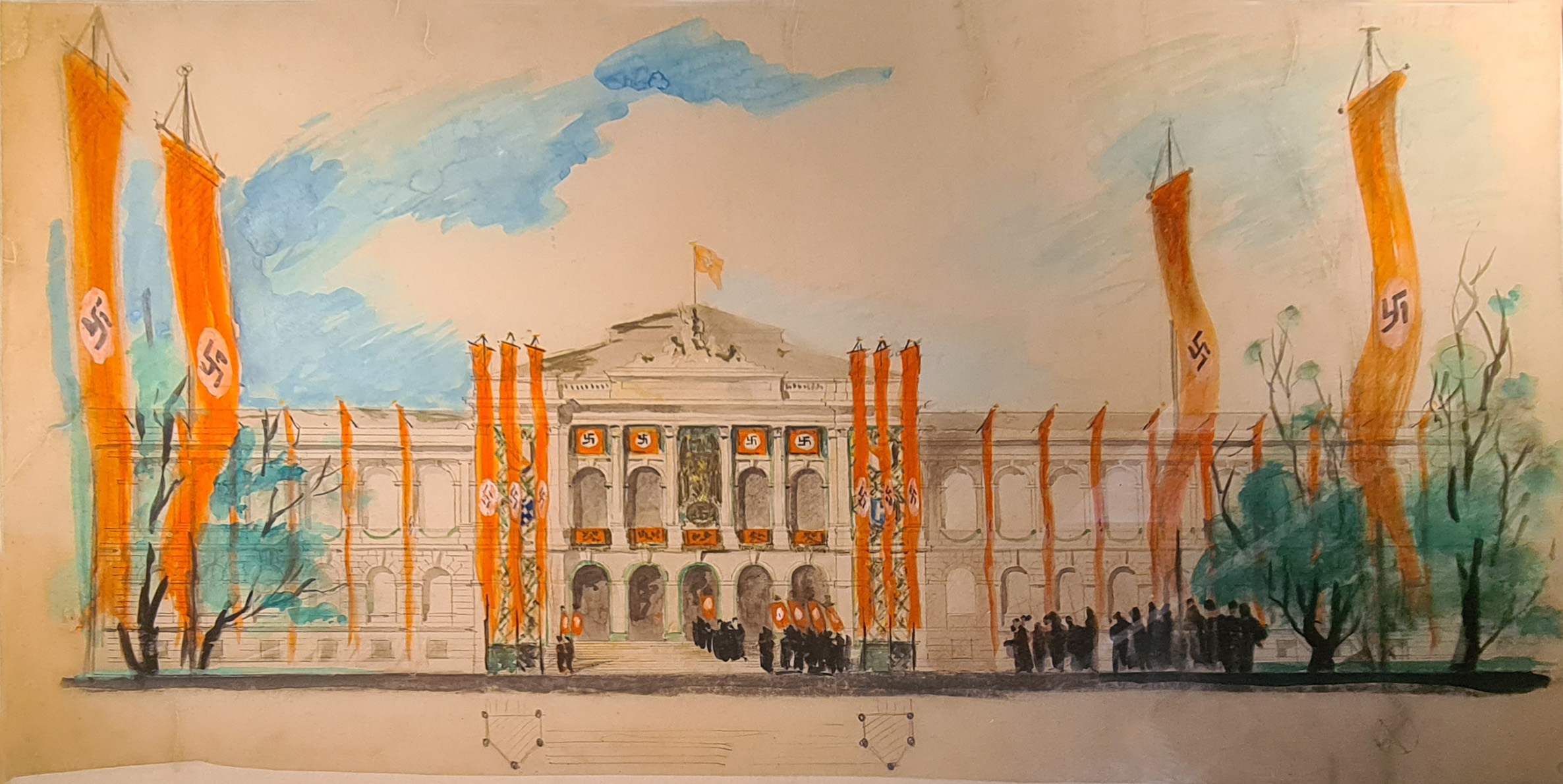
La Palais universitaire aux couleurs nazies vers 1941 (aquarelle).

Du 10 août 1949, au 8 septembre 1949, dans l'aula du palais, se tient la première session du Conseil de l'Europe, réunissant 101 délégués de douze États européens.
Le 21 mai 1990, le hall d'entrée, l'aula, les escaliers principaux et les galeries de circulation avec leurs décors d'origines font l'objet d'un classement au titre des Monuments historiques. Les façades extérieures du bâtiment, avec leur décor sculpté, font, quant à elles, l'objet d'une inscription au titre des Monuments historiques.

## Extérieur

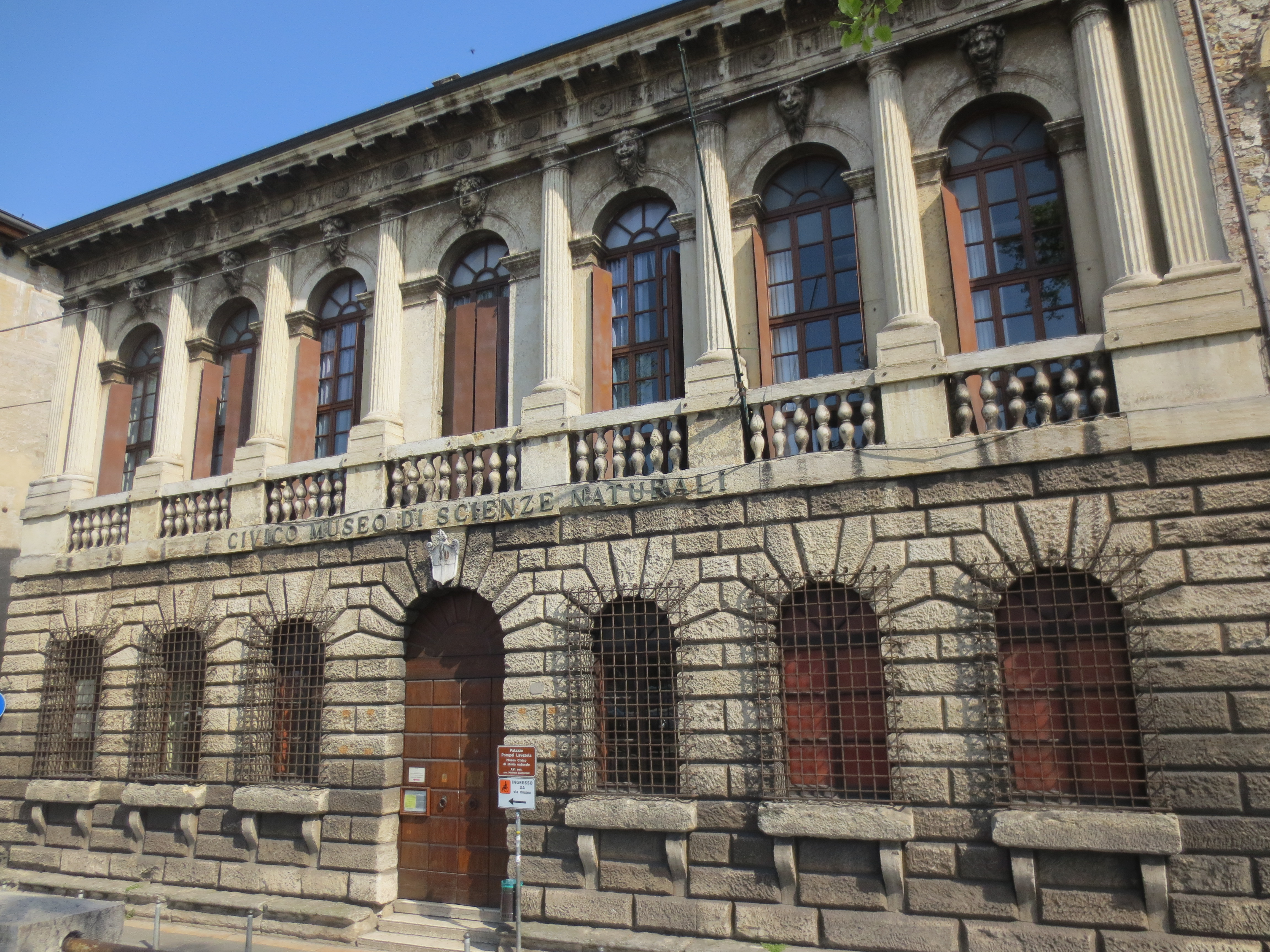
Le palais Pompéi de Vérone a servi de modèle.

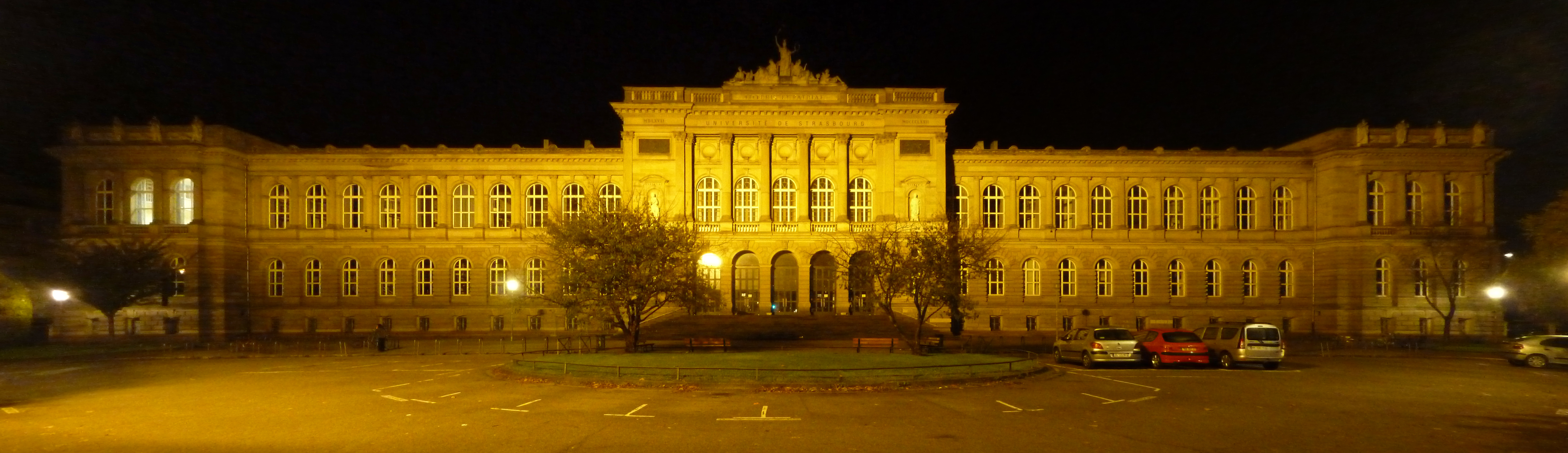
La façade place de l'Université, de nuit.

L'architecte Otto Warth s'est inspiré de la Renaissance italienne. D'un point de vue esthétique, les façades reprennent le style du palais Pompéi (1530) de Vérone, par Michele Sanmicheli. Les six pavillons d'angle sont ponctués de 36 statues en pied représentant autant de scientifiques et d'érudits de la Renaissance au XIXe siècle. À l'exception de Calvin, la plupart de ces personnalités sont issues du monde germanique. L'avant-corps médian, qui englobe cinq portails surmontés d'autant de grandes baies, est coiffé d'un groupe sculptural allégorique avec Athèna, l'Esprit et la Nature. La balustrade porte l'inscription révélatrice : LITTERIS ET PATRIAE, "Lettres et Patrie".
Dans le cadre du 50e anniversaire du Traité de l'Élysée, marquant la réconciliation franco-allemande, l'Université de Strasbourg a décidé de replacer dans sa niche, sur le fronton du palais universitaire, la statue de Germania, allégorie de l'Allemagne et celle d'Argentina, allégorie de Strasbourg, de 2,5 mètres de haut, façonnées dans 3,5 tonnes de calcaire de Bourgogne et qui avaient disparu, la première en 1920 et la seconde après 1940. Le sculpteur Patrick Berthaud, d'Eschbach-au-Val près de Munster, l'a reconstituée d'après une photo très ancienne. Il achevait son travail à la fin de 2013.

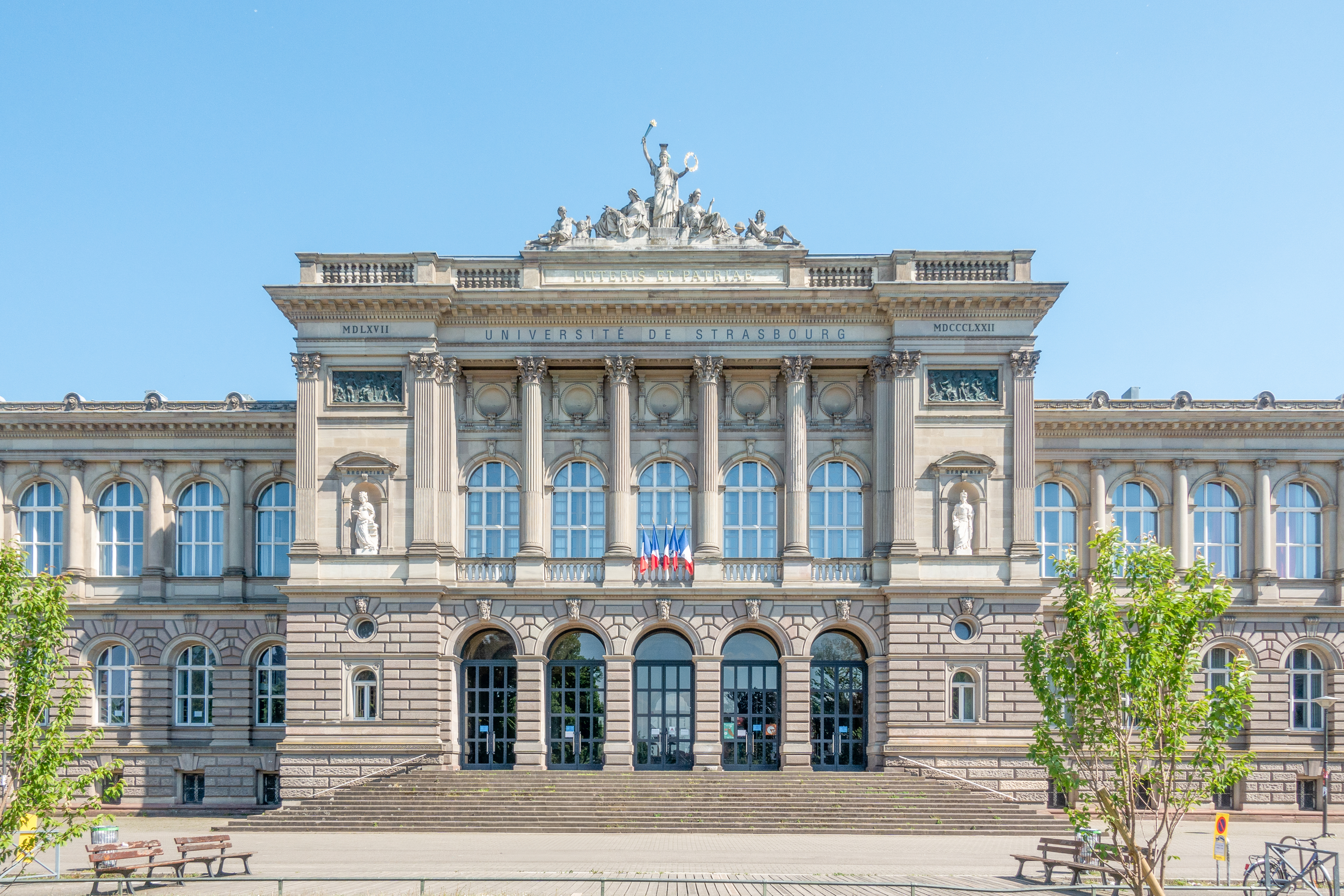
Corps central de la façade principale.
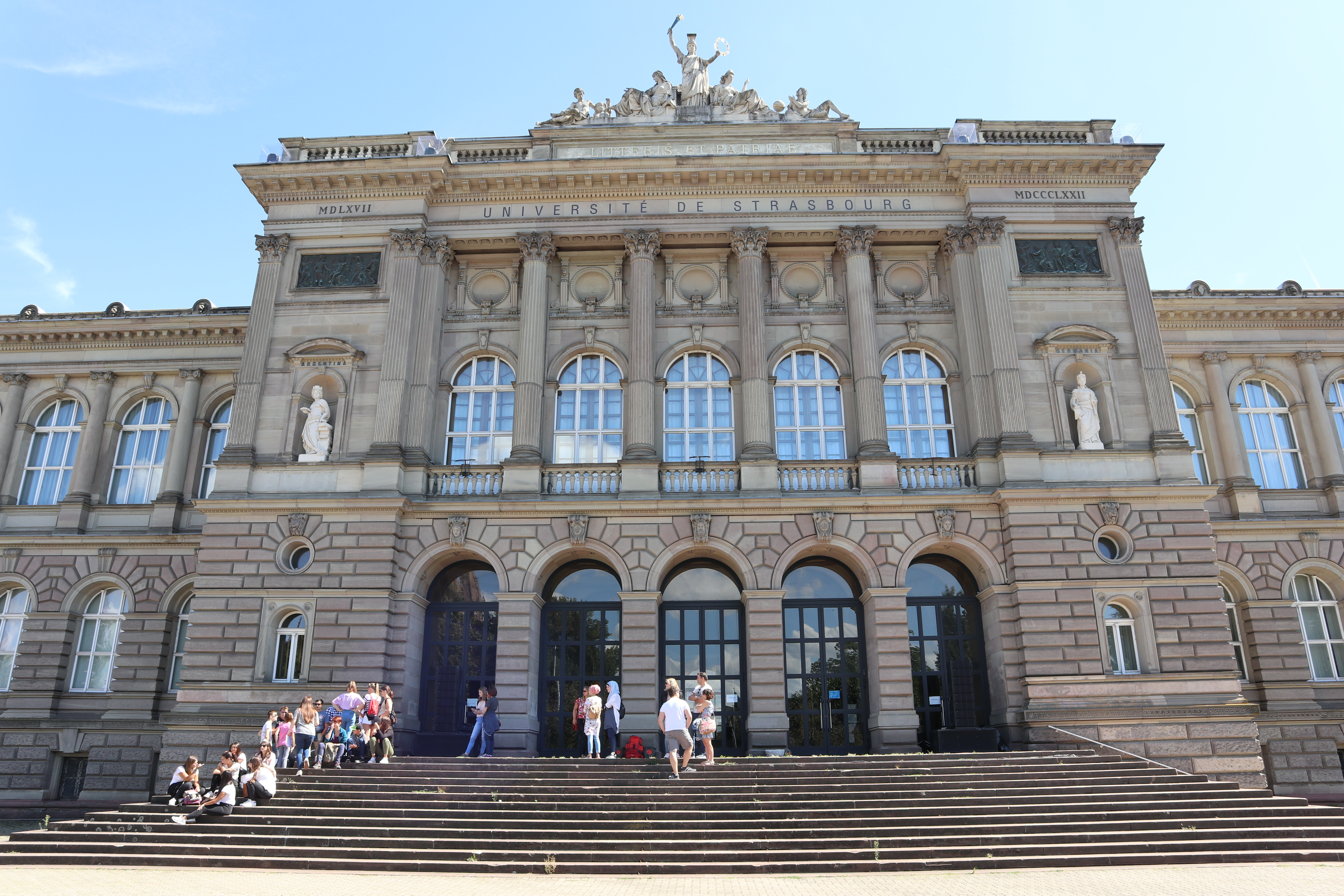
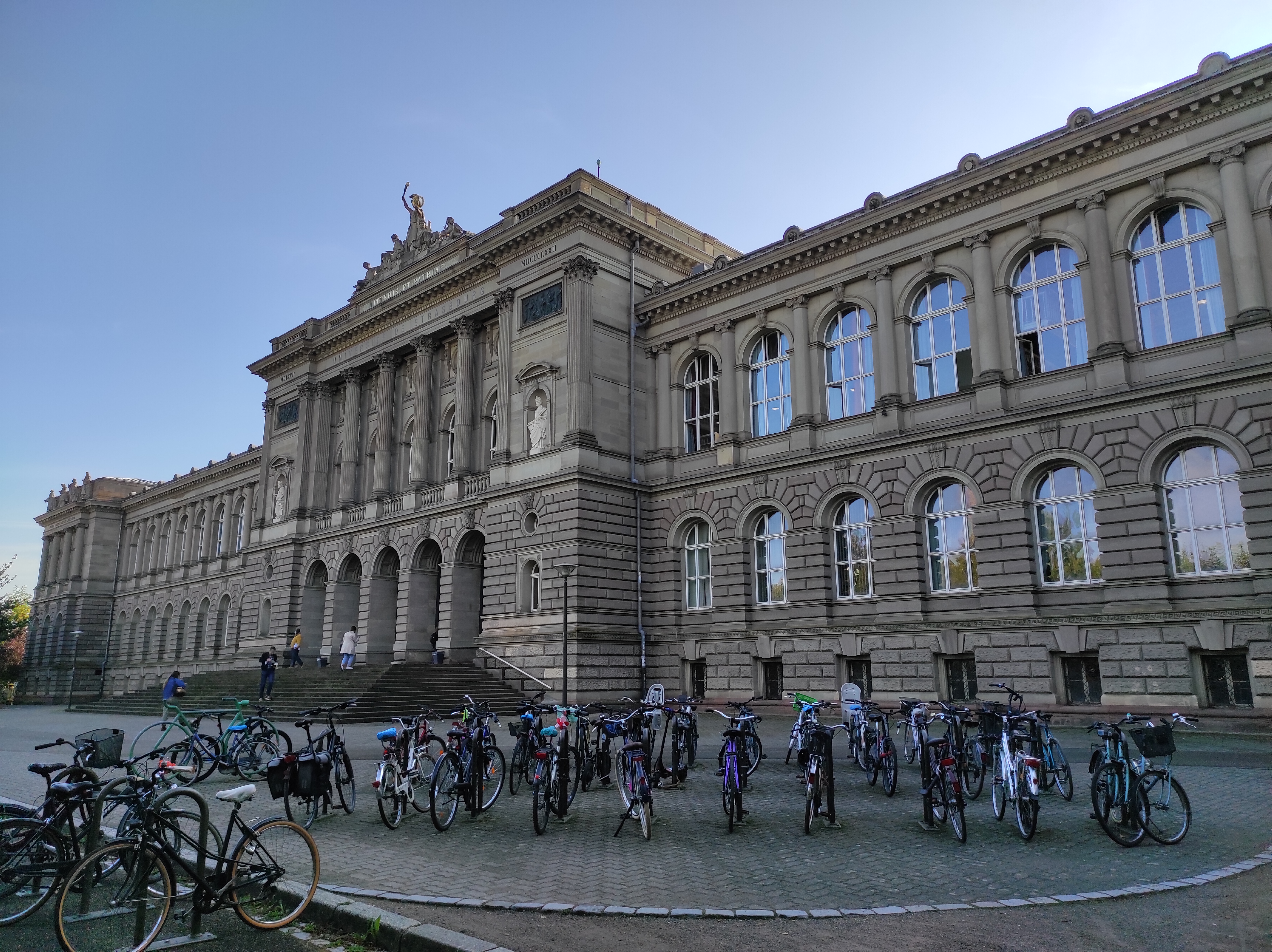
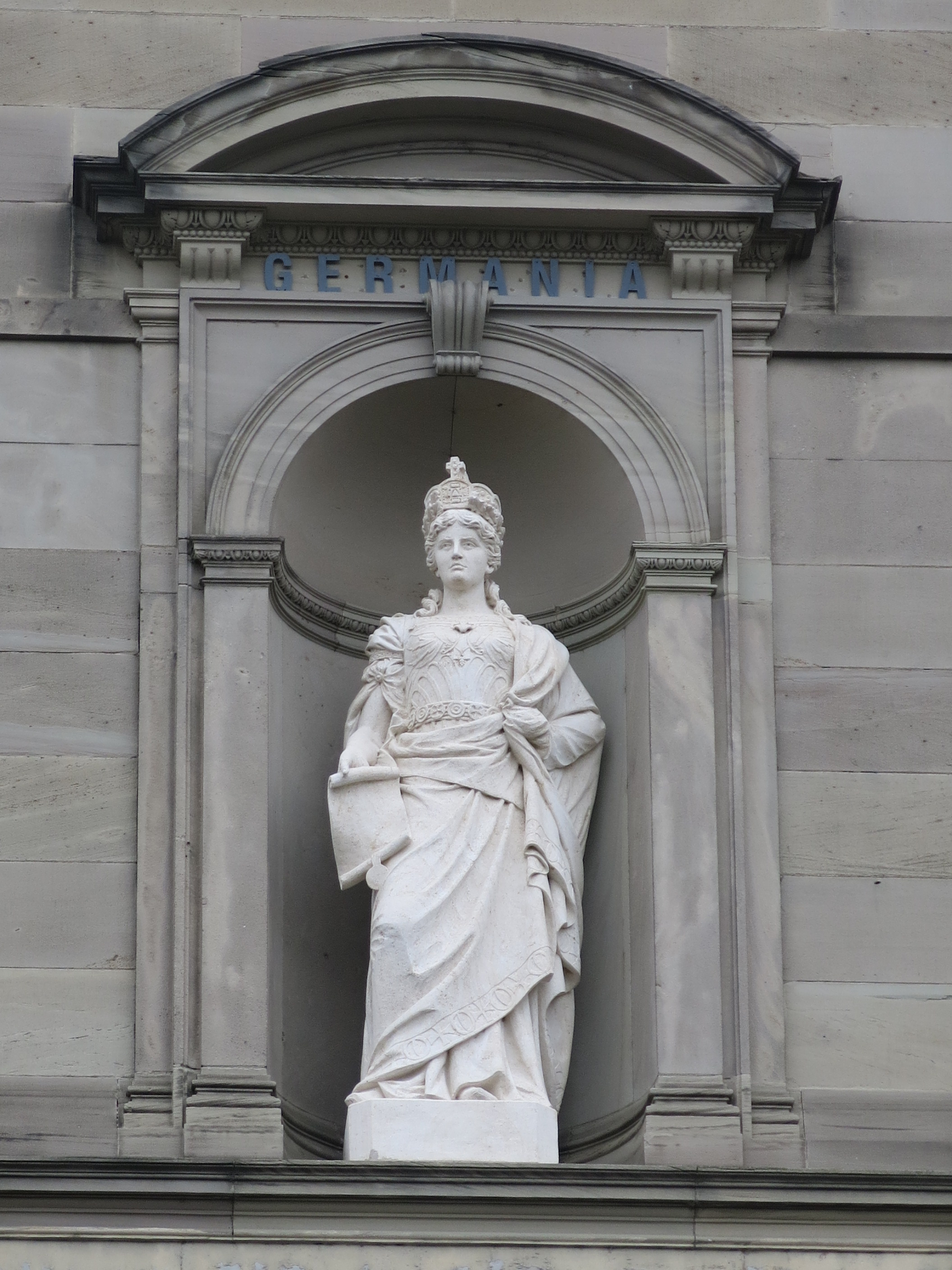
Statue de Germania reconstruite en 2013.
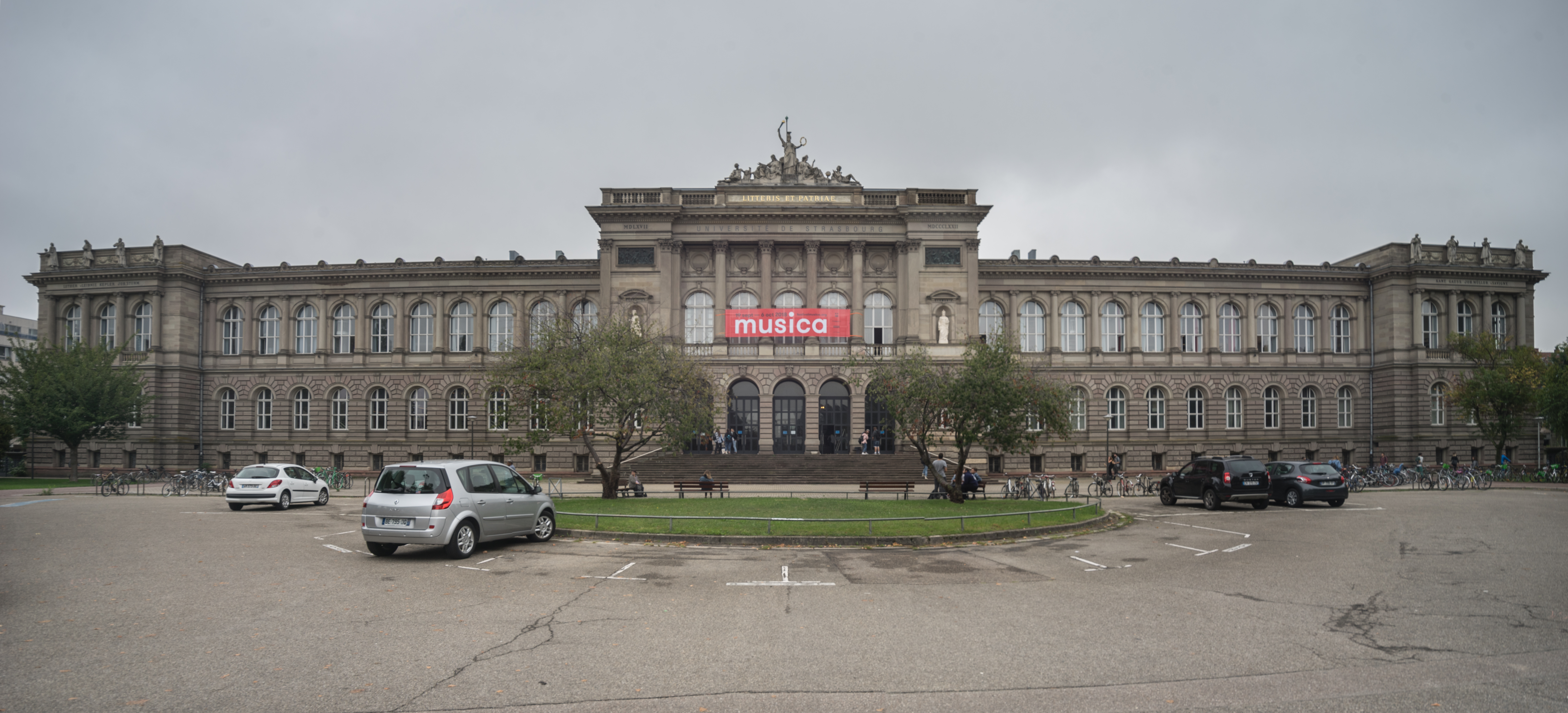

## Intérieur

### Aula
L'atrium, aujourd'hui appelé « l'aula », est une cour couverte d'une verrière fermée à l'italienne semblable à celle de la villa Garzoni de Pontecasale (1540) de Jacopo Sansovino. Le décor peint des voussures qui relient la façade à la verrière rappelle celui du grand salon du Palazzo Doria-Pamphili (1521-1529) de Gênes.

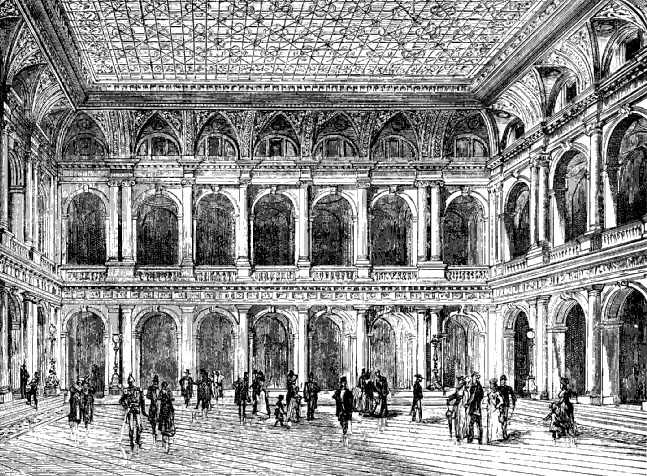
Gravure du XIXe siècle.
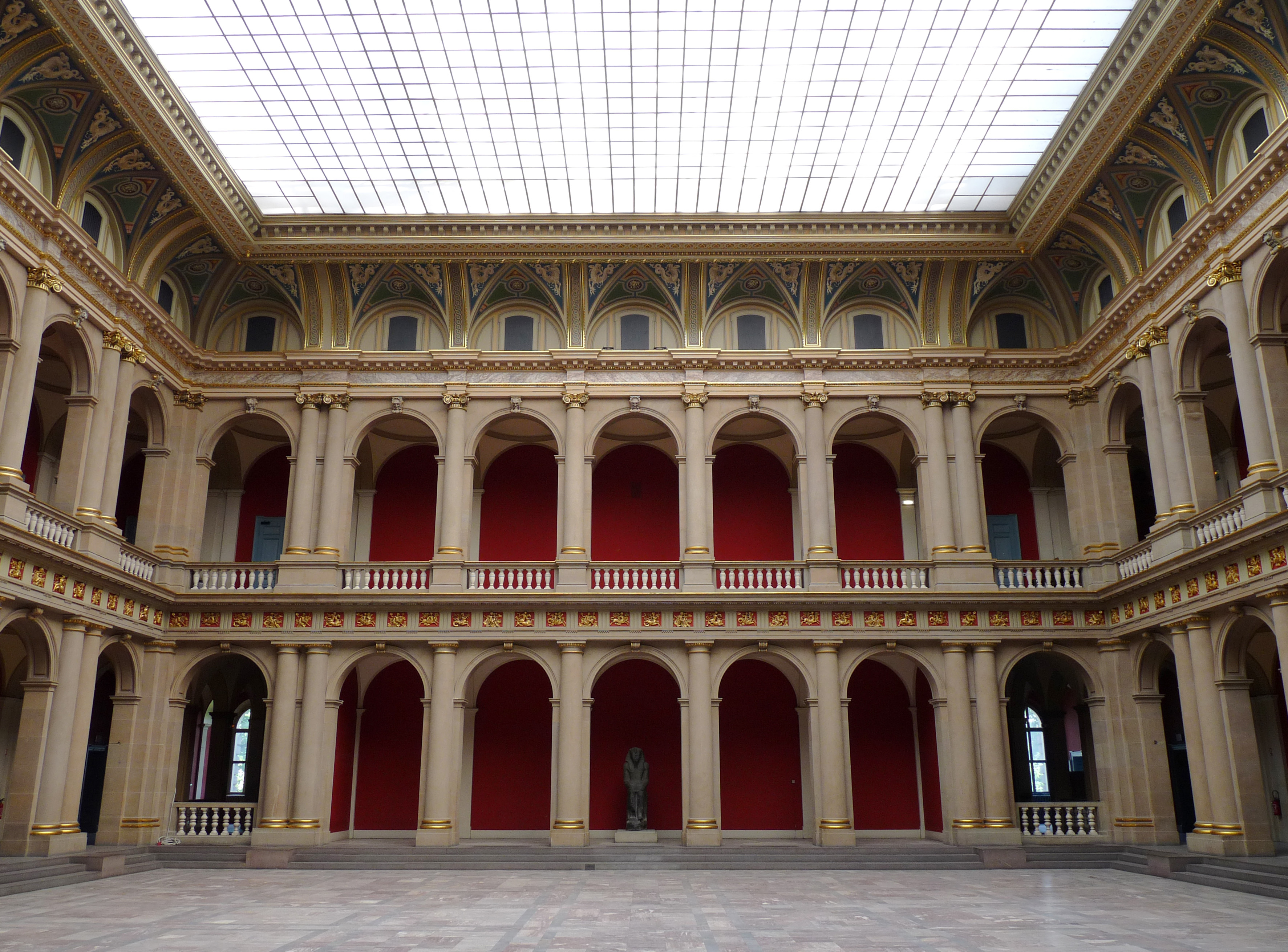
L'aula et sa verrière.
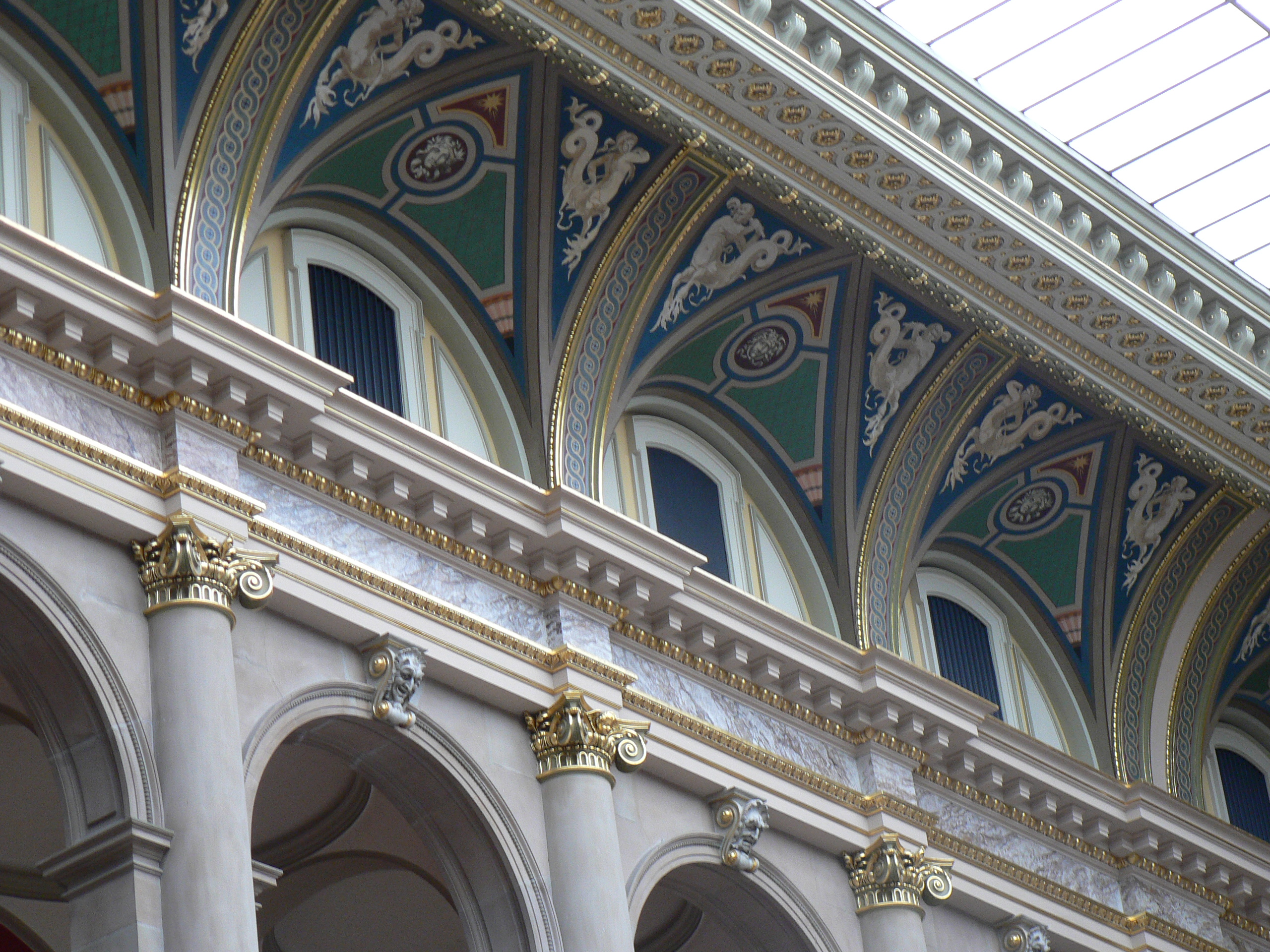
Voussures peintes.
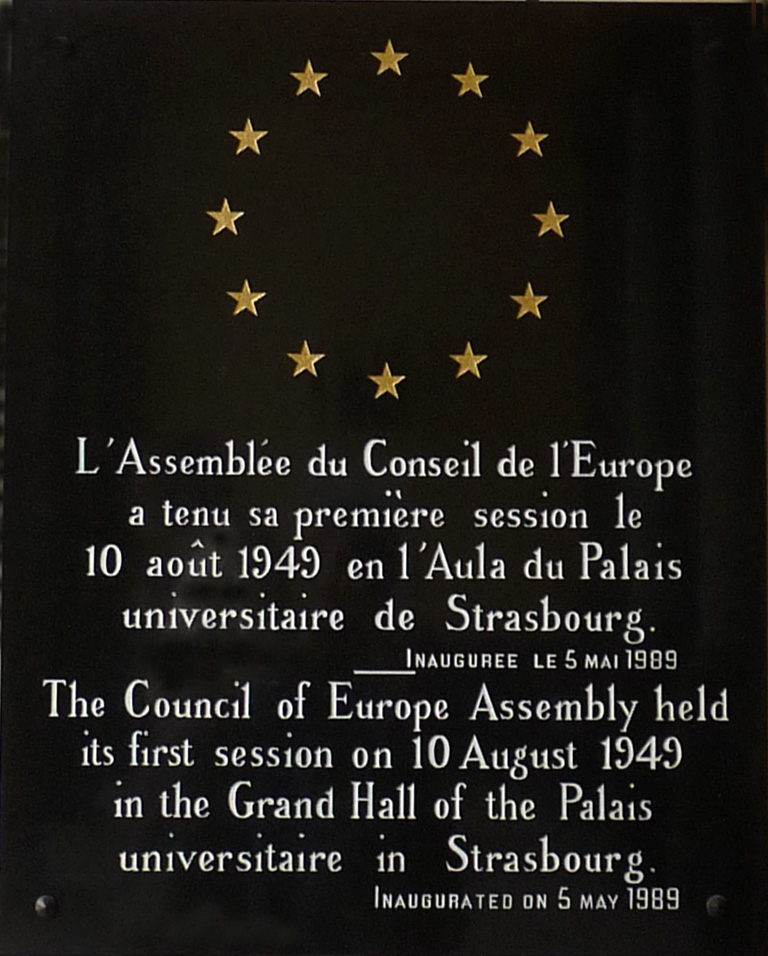
Plaque commémorant la première session de l'Assemblée du Conseil de l'Europe (10 août 1949).

### Statue de Ramsès

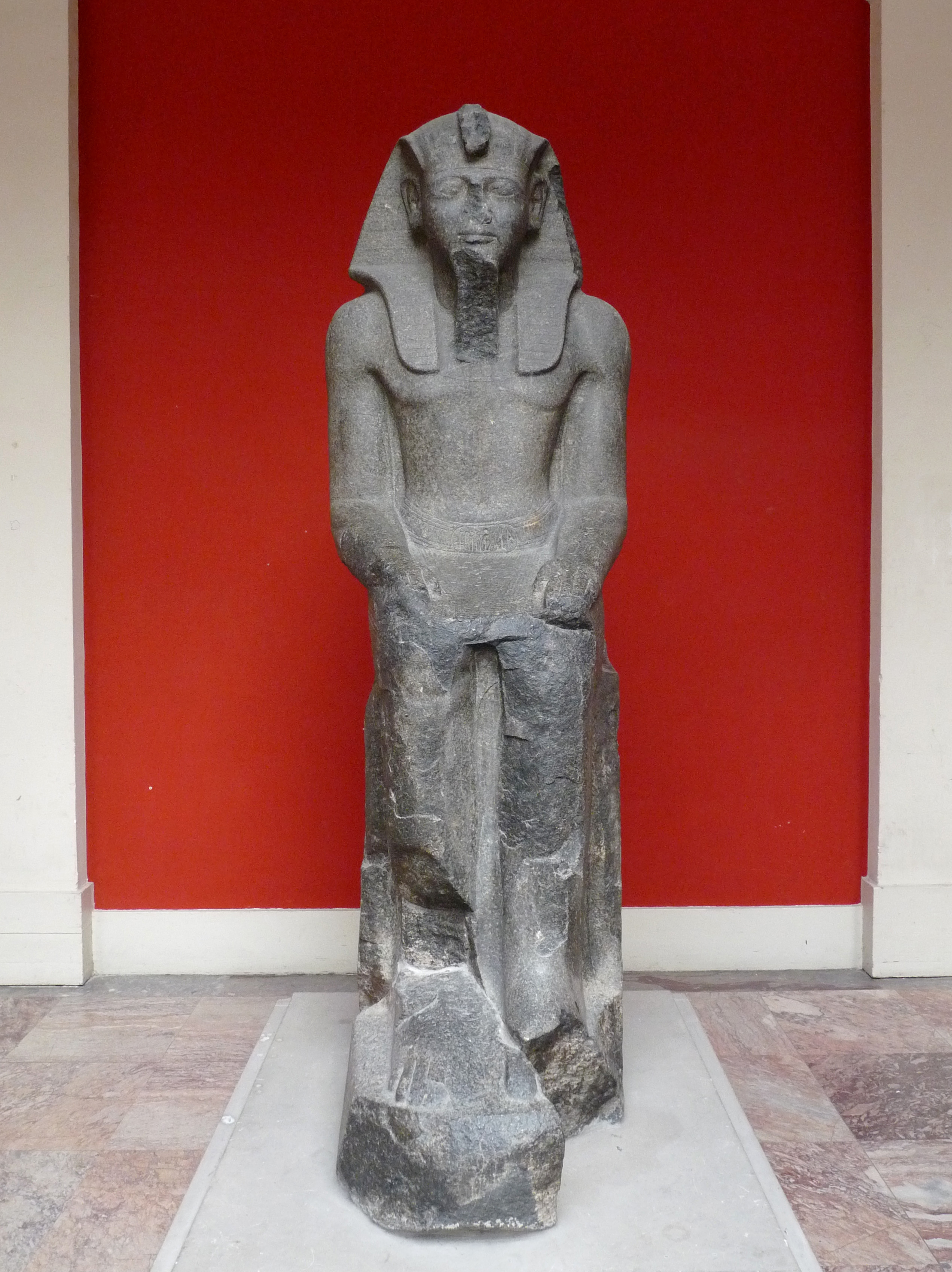
Grande statue assise de Ramsès II

Une grande statue assise de Ramsès II est érigée dans l'aula. En granit noir, d'une hauteur de 2,15 m, c'est l'une des deux pièces semblables exhumées par la Mission Montet le 18 mars 1933, dans le cadre des fouilles que Pierre Montet menait à Tanis (Égypte) depuis 1928. Le professeur Montet pensait alors avoir découvert un temple d'Anta, fondé par les Hyksôs et embelli par Ramsès. Les recherches ultérieures, notamment celles de Jean Yoyotte, conduisent à penser qu'il s'agissait en réalité d'un temple de Mout et Khonsou l'Enfant. Alors que l'autre statue se trouve aujourd'hui sur l'île de Gezira au Caire, l'aula du palais universitaire a reçu celle-ci en 1938. Pierre Montet la jugeait « plus maussade », en raison des « mutilations du nez, du menton, des mains et des genoux, mais aussi aux plis trop accentués des lèvres et aux yeux trop à fleur de tête ».

## Le Palais aujourd'hui

### Formations
Le palais est toujours utilisé comme lieu de formation. Il abrite aujourd'hui les facultés des arts (arts visuels), des sciences historiques (histoire, histoire et civilisation des mondes musulmans, histoire de l'art et archéologie) et de théologie (catholique et protestante) de l'Université de Strasbourg.

### Presses universitaires de Strasbourg
Une maison d'édition universitaire, les Presses universitaires de Strasbourg (PUS), créées en 1920, ont leur siège au premier étage du Palais universitaire.

### Musée des moulages
Le rez-de-jardin du palais abrite le musée des moulages – ou Gypsothèque de Strasbourg –, une collection réunie à partir de 1873 par le professeur d'archéologie Adolf Michaelis et installée en 1884 dans l'édifice achevé. C'est une importante collection de reproductions en grandeur nature d'œuvres majeures sculptées de l’Antiquité grecque et romaine mais également égyptienne et mésopotamienne.
Depuis 2015 la collection est gérée par l’association des Amis du Musée Adolf Michaelis afin de la rendre accessible aux publics et de développer les animations culturelles.

## Campus historique
Si le palais universitaire est l'un des principaux édifices de la Neustadt, il n'est pas le seul bâtiment destiné à abriter la nouvelle université impériale. Il constitue en fait le cœur d'un campus, aujourd'hui appelé « campus historique » pour le différencier du « campus central » construit dans les années 1960 dans le quartier de l'Esplanade.
À l'arrière du palais se trouve un vaste jardin, le jardin de l'Université, bordé par plusieurs bâtiments du même style : l'ancien institut de chimie actuelle faculté de psychologie, l'ancienne maison du directeur de l'école de chimie aujourd'hui occupée par la division de la logistique immobilière, l'institut de physique (auquel s'est greffée une extension en 1965), l'ancien institut de botanique aujourd'hui utilisé par la faculté des sciences de l'éducation et la faculté de philosophie, le musée de sismologie et le nouvel institut de botanique (construit en 1966 à l'emplacement des anciennes serres). À l’extrémité est du campus se trouve le jardin botanique de l'université de Strasbourg avec en son centre l'observatoire astronomique et l'ancienne maison du directeur de l'observatoire.
De l'autre côté de la rue de l'Université se trouvent le laboratoire d'hydrologie et de géochimie ancien institut de minéralogie et de géologie et le musée zoologique. Enfin la « maison des personnels » est située de l'autre côté de la rue Goethe.

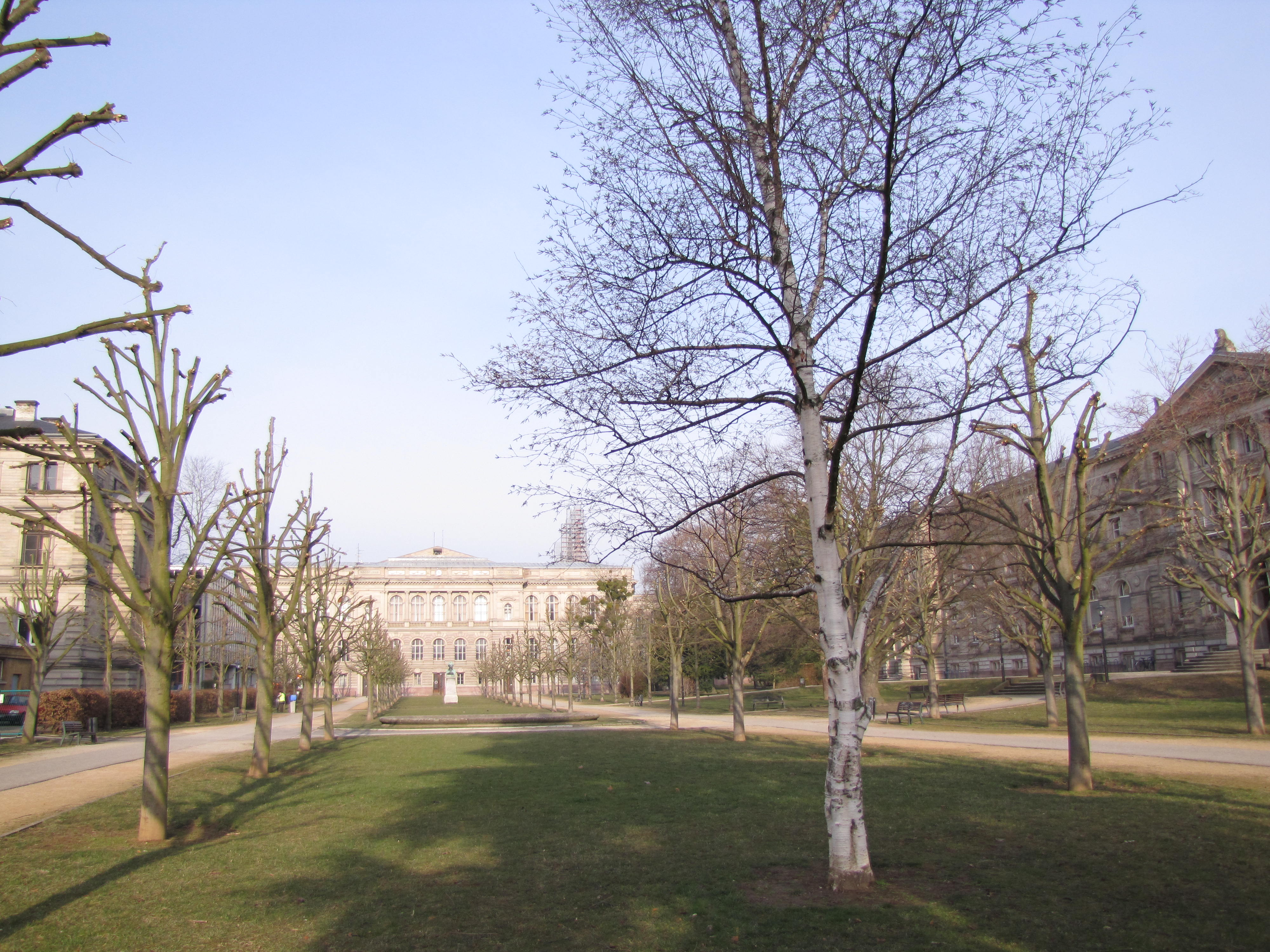
Le jardin de l'Université, à droite la faculté de psychologie, à gauche l'institut de physique.
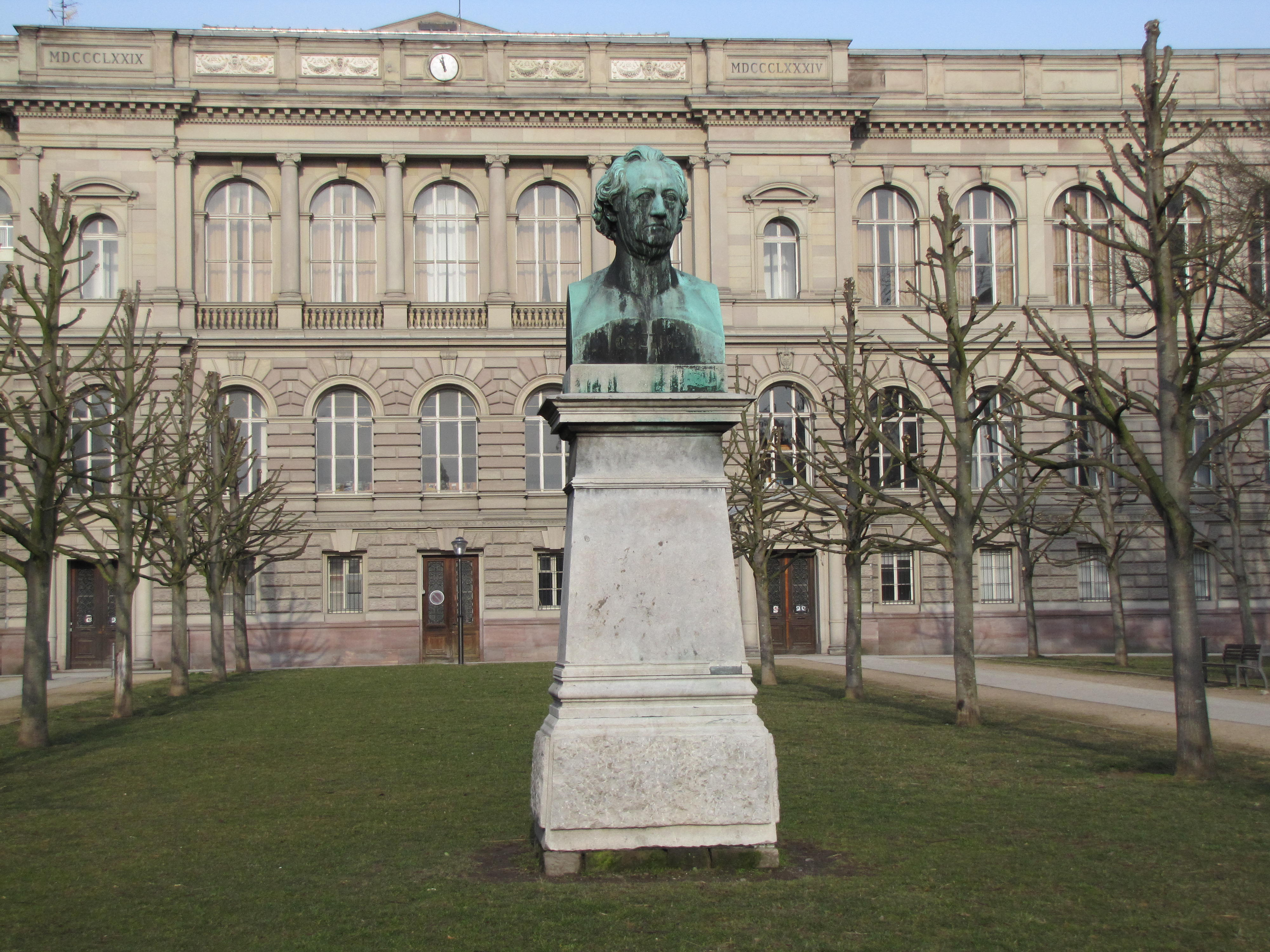
Buste de Goethe dans le jardin de l'Université.
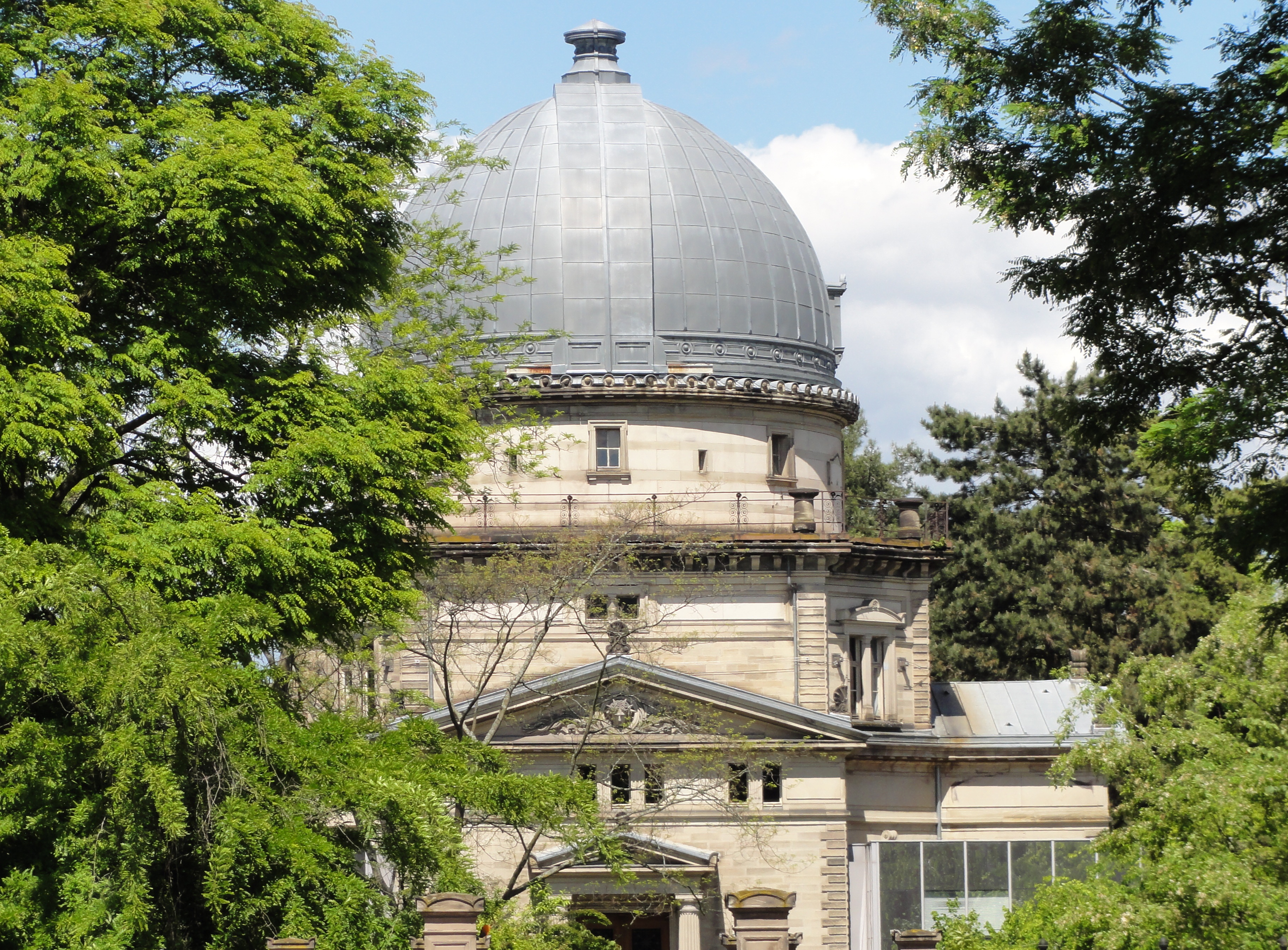
Coupole de l'observatoire.